# 노트북 (소설)
《노트북》(The Notebook)은 니컬러스 스파크스의 로맨스 소설로, 2004 동명의 이름으로 영화화되었다.